# Billboard Comprehensive Albums
Billboard Comprehensive Albums — еженедельный хит-парад музыкальных альбомов, издаваемый журналом Billboard с 2003 года, включающий в себя самые продаваемые альбомы в США вне зависимости от года выпуска и метода продаж.
Billboard Comprehensive Albums может включать в себя любые музыкальные альбомы любого года издания с доступными данными о его продажах. Чарт Billboard Comprehensive Albums практически идентичен основному альбомному чарту Billboard 200, за исключением того, что в него может входить некоторое количество альбомов, изданных более чем полтора года назад на момент выхода чарта.
Альбомы, выпущенные более 18 месяцев назад и опустившиеся ниже 100 места в Billboard 200 исключаются из чарта и перемещаются в другой хит-парад — Top Pop Catalog Albums.
До ноября 2007 года чарт не включал в себя так называемые «эксклюзивные» издания, выпущенные для продажи только в определённых точках (например, iTunes, Starbucks или Wal-Mart). В ноябре 2007 года альбом группы The Eagles Long Road Out of Eden, продававшийся только в сети магазинов Wal-Mart и на официальном сайте группы, стал самым продаваемым альбомом недели, и это привело к смене политики чарта; с 17 ноября 2007 года любые издания альбомов могут быть включены в хит-парад.
Billboard Comprehensive Albums не публикуется в бумажном издании Billboard. Он может быть доступен только через платный сервис на сайте Billboard.biz.
11 июля 2009 года впервые в истории хит-парада его возглавил альбом, изданный более 18 месяцев назад, и обогнал по объёму продаж текущего лидера в Billboard 200 — три альбома Майкла Джексона — Number Ones, The Essential Michael Jackson и Thriller заняли соответственно три первых места в Billboard Comprehensive Albums и Top Pop Catalog Albums (в первую неделю после смерти Джексона).